# Paralomis africana
Paralomis africana es una especie de Lithodidae encontrado en las costas de Namibia.